# Chico Marx
Chico Marx, pseudonimo di Leonard Joseph Marx (New York, 22 marzo 1887 – Hollywood, 11 ottobre 1961), è stato un comico, attore e pianista statunitense.

## Biografia

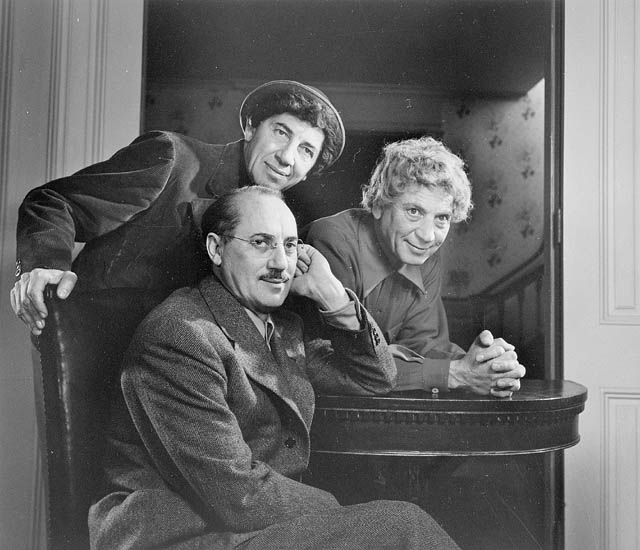
Chico (col cappello) coi fratelli Groucho e Harpo

Chico era il maggiore dei fratelli Marx e il suo soprannome, che in origine era Chicko, derivava dalla sua reputazione di donnaiolo (chicken chaser nello slang popolare dell'epoca). Un tipografo accidentalmente dimenticò di inserire la lettera k nel nome e da quel giorno fu ribattezzato Chico. Per un certo tempo continuò a essere pronunciato "Chick-o" (con la i corta), anche se tutti coloro che non erano al corrente delle origini del suo nome tendevano a pronunciare "Cheek-o" (con la i lunga). Esistono delle registrazioni radio degli anni quaranta in cui viene chiamato con la pronuncia sbagliata, anche se egli apparentemente non trovò necessario correggerla. Alla fine degli anni cinquanta persino lui aveva iniziato a usare la pronuncia scorretta usandola come effetto comico.
Chico Marx usava un accento italiano per il suo personaggio, dato che gli stereotipi etnici erano molto comuni tra i comici del Vaudeville e tutti i fratelli Marx impersonarono talvolta personaggi dialettali agli esordi della loro carriera, ma Chico fu l'unico a continuare anche nei film. Nel doppiaggio italiano era spesso fatto passare per meridionale e oltre l'accento e le doppie consonanti non è un caso che tra le sue frasi ricorresse anche la classica: «Io ho un cugino in Sardegna.»
Il fatto ovvio che non fosse italiano, venne messo in luce due volte nella filmografia dei fratelli Marx. Nel loro film Animal Crackers egli riconosce un personaggio equivoco che impersona un rispettabile collezionista d'arte:
Chandler: "Come ha fatto lei a diventare italiano?"

Chico: "Lasci perdere, chi è che sta confessando qui?"»
(da Animal Crackers, 1930)
In Una notte all'opera, la cui azione inizia in Italia, il suo personaggio, Fiorello, dichiara di non essere italiano, provocando uno sguardo sorpreso da parte di Groucho:
Fiorello: "Non so, sono straniero"»
(da Una notte all'opera, 1935)
Chico fu anche un pianista di talento. Da giovane ottenne delle scritture per mantenere la famiglia Marx, a volte suonando anche in più locali nella stessa serata; egli si procurava il lavoro con la sua abilità e poi si faceva sostituire dal fratello Harpo in uno dei due locali. All'inizio i due si somigliavano talmente che nessuno riuscì a scoprire il trucco.
In una testimonianza sui fratelli Marx, Gary Owens disse che:

La stessa cosa non si poteva dire di Harpo che sapeva suonare al piano solo pochi motivi, il che smascherava il trucco di Chico e provocava il licenziamento di entrambi.

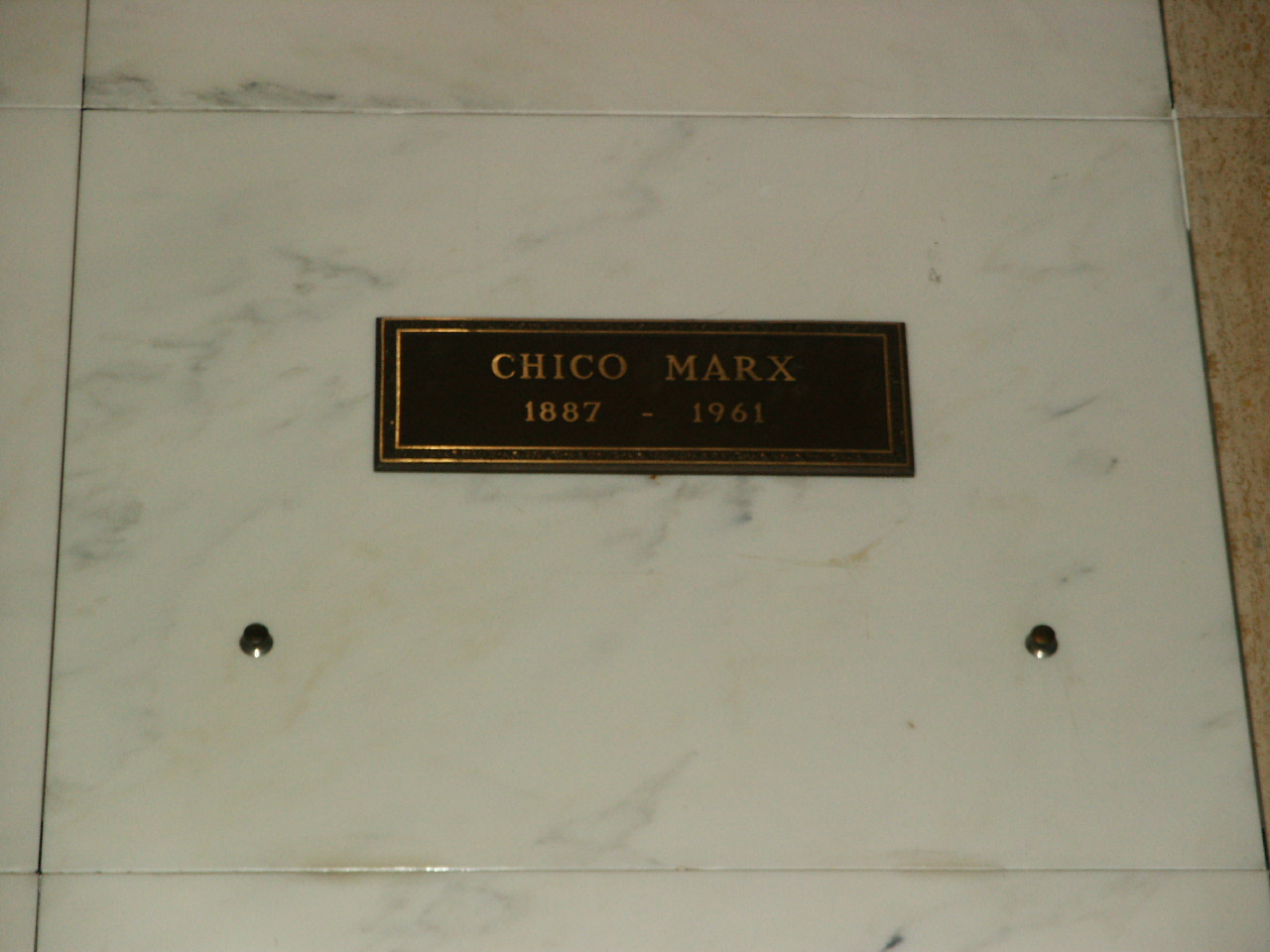
La tomba di Chico Marx a Glendale

Groucho Marx una volta disse che Chico non provava mai i pezzi che suonava. Prima delle esibizioni preferiva immergere le mani nell'acqua calda. Era conosciuto perché sparava ai tasti che suonava. Come parte dello spettacolo, infatti, suonava alcuni passaggi col pollice alzato e l'indice dritto come a mimare una pistola (lo si può vedere nel film del 1949 A Year to Remember mentre suona una versione sparata della famosa canzone australiana Waltzing Matilda per un gruppo di soldati).
Chico divenne il manager dei fratelli Marx dopo che sua madre Minnie morì. Come manager riuscì a ottenere un contratto che garantiva ai fratelli Marx una percentuale sugli incassi lordi dei loro film (primo caso del genere a Hollywood). Inoltre, fu la conoscenza da parte di Chico di Irving Thalberg della Metro-Goldwyn-Mayer che procurò un contratto ai fratelli dopo l'insuccesso di La guerra lampo dei Fratelli Marx con la Paramount Pictures.
Per un certo periodo negli anni trenta e quaranta, diresse una big band. Anche il cantante Mel Tormé iniziò la sua carriera professionale con la Chico Marx Orchestra.
Chico Marx fu un donnaiolo compulsivo e si dedicò per tutta la vita al gioco d'azzardo, il che lo rese sempre a corto di fondi e lo costrinse a continuare a lavorare ben oltre il periodo in cui i suoi fratelli si furono ritirati dalle scene per godersi i guadagni. Gli ultimi due film dei fratelli Marx furono girati a suo beneficio per tirarlo fuori dai debiti, ma visto il tipo di vita che conduceva Chico, i suoi fratelli posero i suoi guadagni in un fondo controllato, di cui egli beneficiò fino alla morte. Era considerato un giocatore di pinnacolo di livello mondiale. Suo fratello Groucho raccontava che spesso Chico buttava via buone carte per rendere le partite più interessanti per gli spettatori. L'ultima apparizione televisiva di Chico avvenne nel programma Celebrity Bridge dove giocò a carte perdendo peraltro la partita senza apparente disappunto.
Morì l'11 ottobre 1961 di collasso cardio-circolatorio all'età di 74 anni; è tumulato in una cripta nel Freedom Mausoleum del Forest Lawn Memorial Park Cemetery, a Glendale. Suo fratello minore Gummo giace in una cripta di fronte alla sua.

## Filmografia

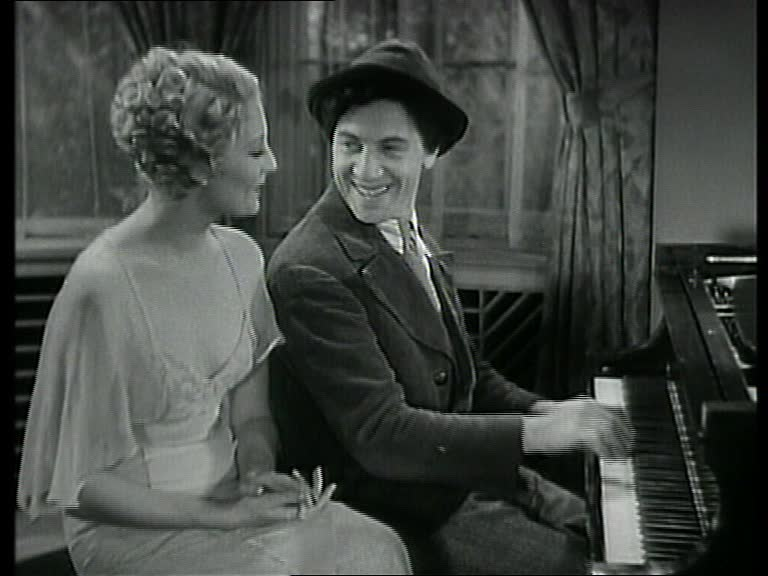
Chico Marx con Thelma Todd in I fratelli Marx al college

- Humor Risk, regia di Richard Smith (1921)
- Noci di cocco (The Cocoanuts), regia di Robert Florey e Joseph Santley (1929)
- Animal Crackers, regia di Victor Heerman (1930)
- Monkey Business - Quattro folli in alto mare (Monkey Business), regia di Norman Z. McLeod (1931)
- I fratelli Marx al college (Horse Feathers), regia di Norman Z. McLeod (1932)
- La guerra lampo dei Fratelli Marx (Duck Soup) regia di Leo McCarey (1933)
- Una notte all'opera (A Night at the Opera), regia di Sam Wood (1935)
- Un giorno alle corse (A Day at the Races) , regia di Sam Wood (1937)
- Servizio in camera (Room Service), regia di William A. Seiter (1938)
- Tre pazzi a zonzo (At the Circus), regia di Edward Buzzell (1939)
- I cowboys del deserto (Go West), regia di Edward Buzzell (1940)
- Il bazar delle follie (The Big Store), regia di Charles Reisner (1941)
- Una notte a Casablanca (A Night in Casablanca), regia di Archie Mayo (1946)
- Una notte sui tetti (Love Happy), regia di David Miller (1950)
- L'inferno ci accusa (The Story of Mankind), regia di Irwin Allen (1957)
- General Electric Theater – serie TV, episodio 7x23 (1959)

## Doppiatori italiani
- Carlo Romano in Una notte all'opera, Un giorno alle corse, Tre pazzi a zonzo, I cowboys del deserto, Il bazar delle follie, Una notte a Casablanca, Una notte sui tetti, L'inferno ci accusa
- Ermanno Ribaudo in Le noci di cocco, Animal Crackers, Monkey Business - Quattro folli in alto mare, Un giorno alle corse, Servizio in camera, Tre pazzi a zonzo, I cowboys del deserto (ridoppiaggi)
- Luigi Uzzo in I fratelli Marx al college, Una notte all'opera (ridoppiaggio)
- Vittorio Congia in La guerra lampo dei Fratelli Marx, Una notte a Casablanca (ridoppiaggio)